# Großsteingrab Reinstorf
Das Großsteingrab Reinstorf ist eine megalithische Grabanlage der jungsteinzeitlichen Trichterbecherkultur nahe der Gemeinde Reinstorf im Landkreis Lüneburg (Niedersachsen). Es trägt die Sprockhoff-Nummer 693.

## Lage
Das Grab befindet sich in einem Waldstück südlich von Reinstorf, unmittelbar südlich der Bundesstraße 216 und etwa 150 m westlich der Kreuzung mit der Reinstorfer Straße/Hauptstraße.

## Beschreibung
Die Anlage besitzt eine ungefähr nord-südlich orientierte Grabkammer. Lediglich der Abschlussstein der nördlichen Schmalseite sowie der angrenzende Wandstein der westlichen Langseite stehen noch in situ. Weitere Steine, die teilweise gesprengt wurden, liegen verstreut umher. Aufgrund dieses schlechten Erhaltungszustands lassen sich weder die Ausmaße noch das ursprüngliche Aussehen der Kammer genauer bestimmen.

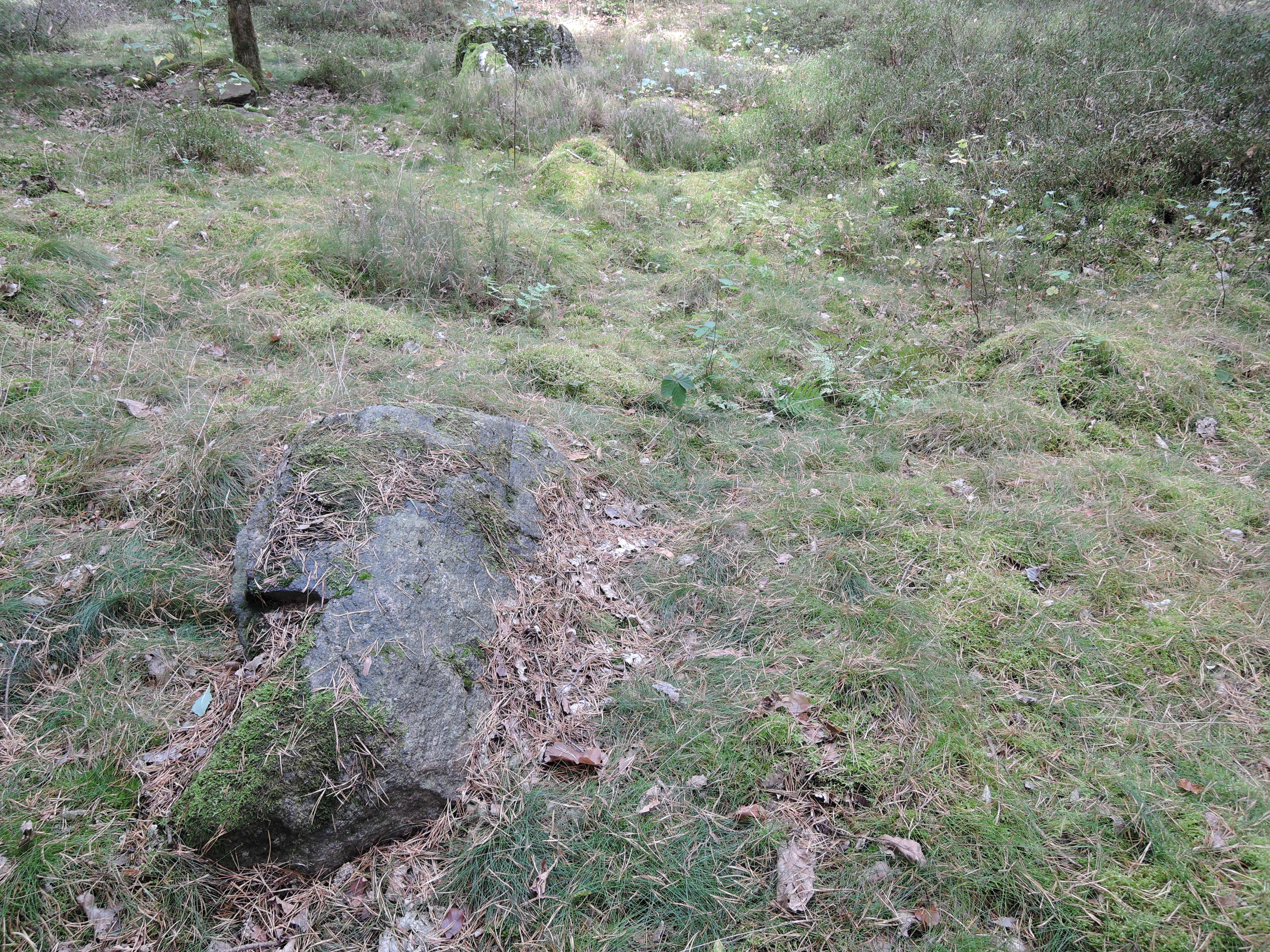
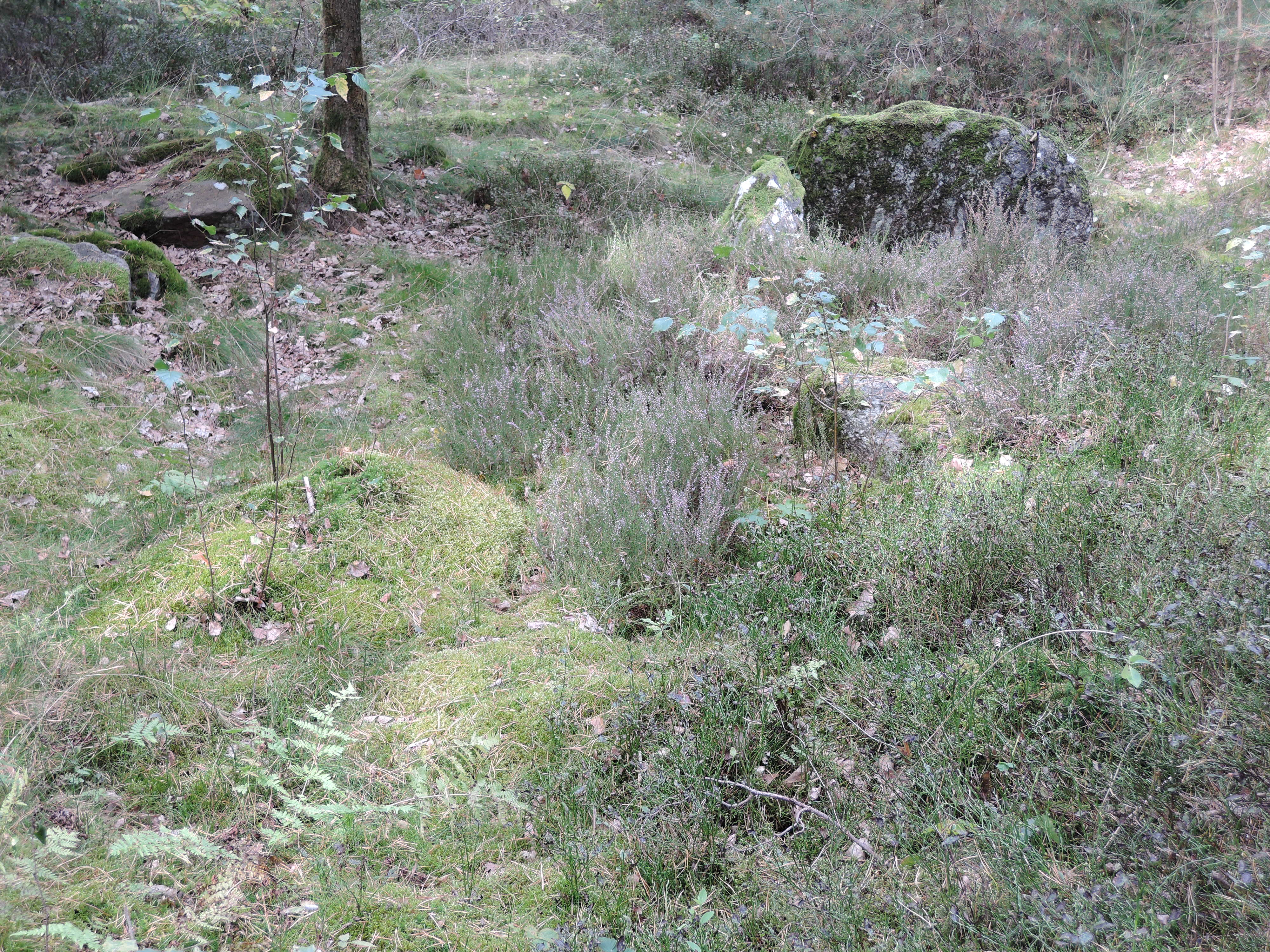
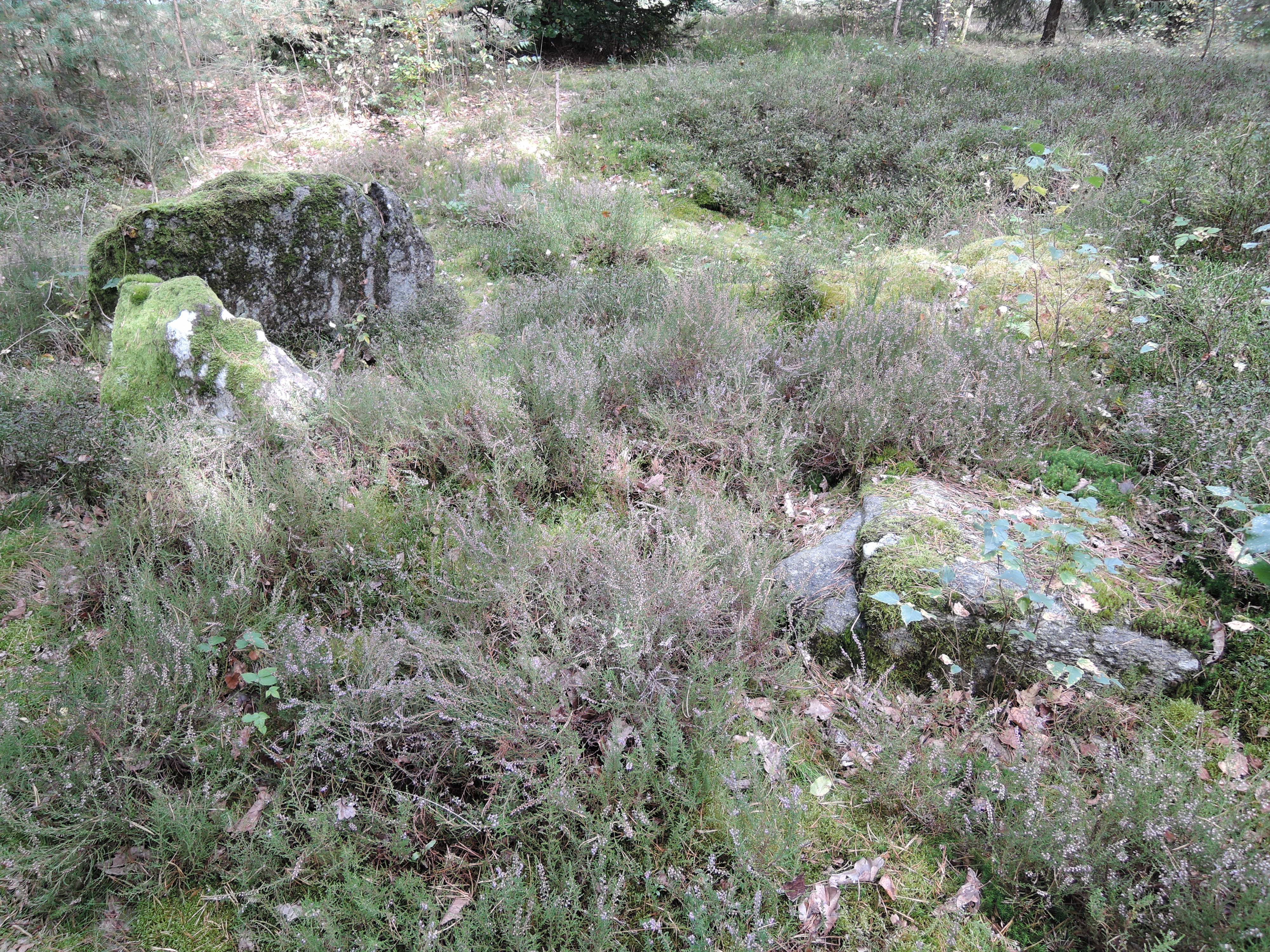
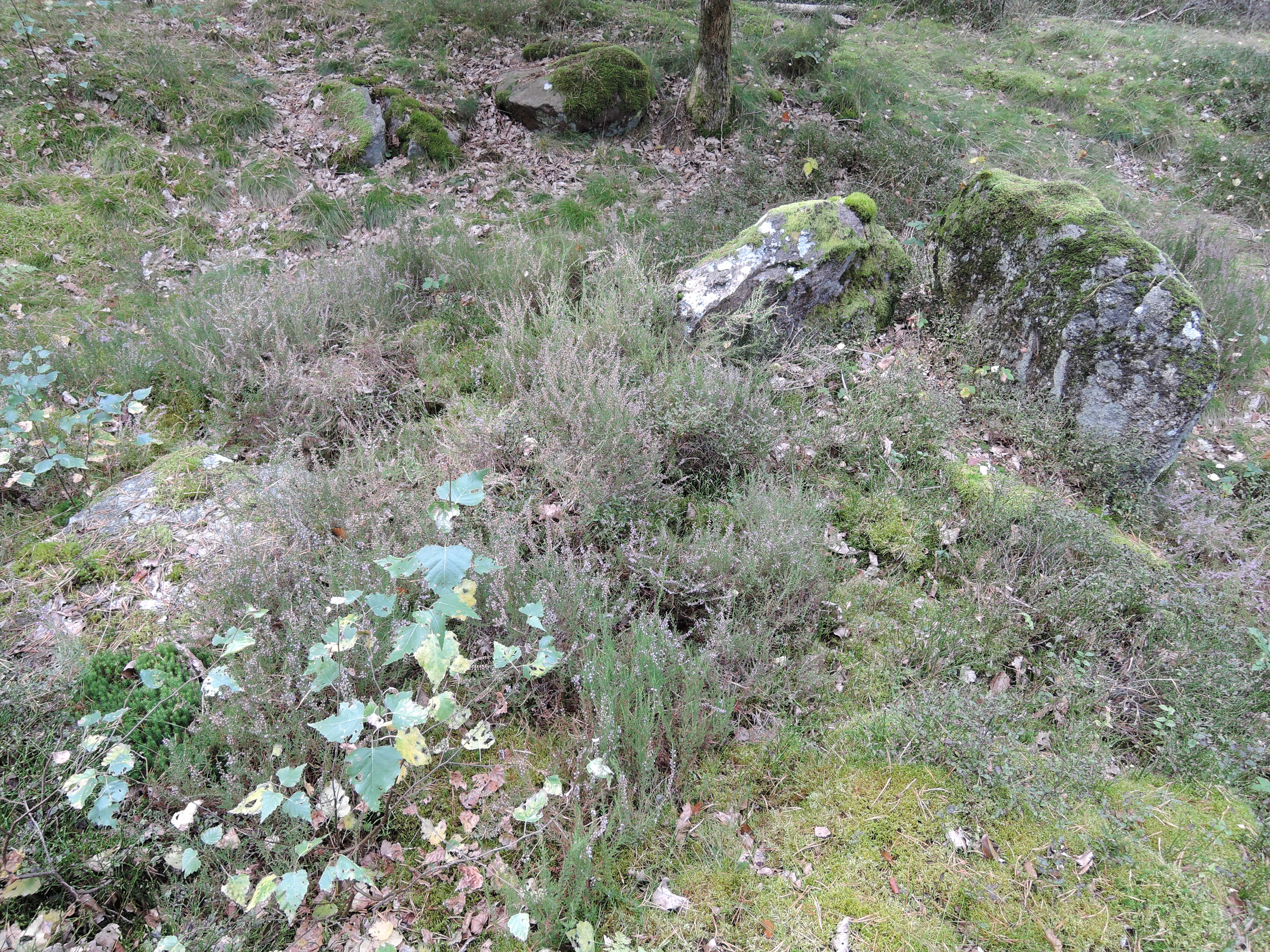